# اريك فيشر وود
اريك فيشر وود (بالإنجليزية: Eric Fisher Wood)‏ هو مهندس مدني أمريكي، ولد في 1889 في نيويورك في الولايات المتحدة، وتوفي في 1962.